# Danderyds, Långhundra, Seminghundra, Vallentuna, Ärlinghundra, Åkers, Värmdö, Sollentuna och Färentuna häraders/skeppslags domsaga
Danderyds, Långhundra, Seminghundra, Vallentuna, Ärlinghundra, Åkers, Värmdö, Sollentuna och Färentuna häraders/skeppslags domsaga var en domsaga i Stockholms län. Den bildades 1715 och utökades 1719 med Färentuna härad då Svartsjö läns domsaga upplöstes. Domsagan delades 1771 upp i  Danderyds, Värmdö, Sollentuna, Vallentuna och Åkers häraders domsaga och Seminghundra, Långhundra, Ärlinghundra och Färentuna häraders domsaga.
Domsagan lydde under Svea hovrätts domkrets.

## Härader/skeppslag
- Åkers skeppslag
- Danderyds skeppslag
- Värmdö skeppslag
- Sollentuna härad
- Vallentuna härad
- Långhundra härad
- Seminghundra härad
- Ärlinghundra härad
- Färentuna härad

## Tingslag
Antalet tingslag i domsagan utgjorde av
- Danderyds skeppslags tingslag
- Vallentuna tingslag
- Sollentuna tingslag
- Värmdö skeppslags tingslag
- Åkers skeppslags tingslag
- Långhundra tingslag
- Seminghundra tingslag
- Ärlinghundra tingslag
- Färentuna tingslag

## Häradshövdingar
- 1715-1718 Petter Abrahamsson
- 1719-1728 Nils Lundwall
- 1728-1835 Herman Malmin
- 1735-1741 Johan Wefverstedt
- 1742 Carl von Brehmer
- 1743-1747 Gillis Åkerhielm
- 1747-1763 Jonas Odhelius
- 1763-1771 Johan de la Chapelle